# Цоніарісі
Цоніарісі (груз. წონარისი) — село в Грузії.
За даними перепису населення 2014 року в селі проживає 499 осіб.